# Biblioteca Ambrosiana

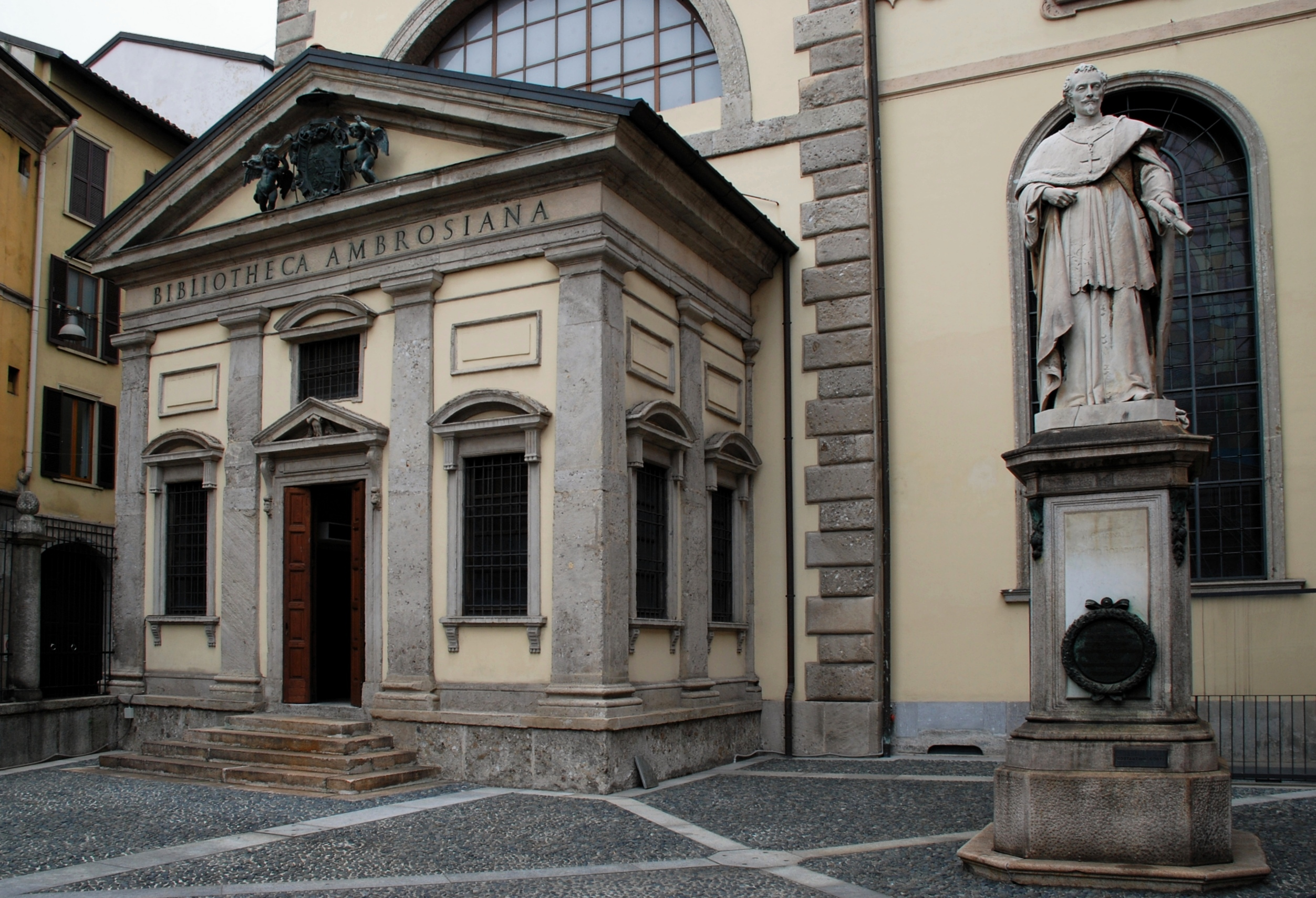
De Biblioteca Ambrosiana

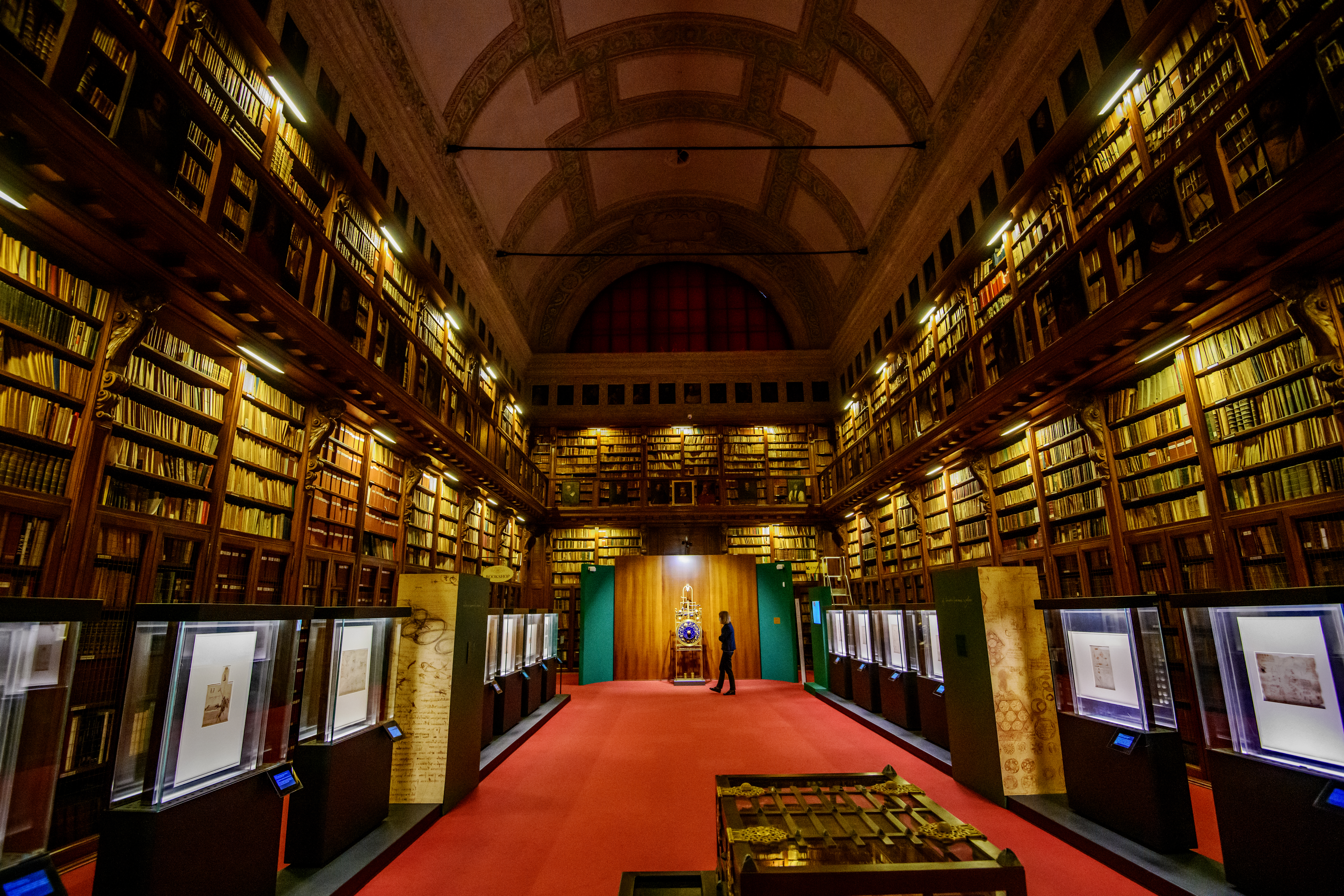
Binnenaanzicht

De Biblioteca Ambrosiana is een wetenschappelijke bibliotheek in Milaan. De bibliotheek is opgericht in 1609 door kardinaal Federico Borromeo en vernoemd naar de vroegchristelijke bisschop Ambrosius van Milaan.
De Biblioteca Ambrosiana was een van de eerste openbare bibliotheken in Europa. In 1602 was de Bodleian Library te Oxford opgericht, in 1604 de Biblioteca Angelica te Rome. Federico Borromeo wilde met zijn bibliotheek waaraan hij in 1607 begon te werken een bolwerk oprichten van de Contrareformatie. Bij de bibliotheek horen een kunstcollectie, de Pinacoteca Ambrosiana, en een wetenschappelijke academie, de Accademia Ambrosiana. Tot de bekendste bibliothecarissen van de Ambrosiana behoren de historicus Ludovico Antonio Muratori, Angelo Mai, kardinaal Giovanni Mercati en Achille Ratti, de latere paus Pius XI.
Bij het bombardement van 1943 gingen vele libretti uit de bestanden van het Teatro alla Scala verloren. De huidige bibliotheek omvat ongeveer 30000 handschriften, 12000 oorkonden, 2300 incunabelen en 30000 gravures. De bibliotheek beschikt over vele autografen van Italiaanse schrijvers. Onder de beroemdste handschriften vallen te noemen de Bobbio Orosius, de Codices Ambrosiani van de Gotische Bijbelvertaling, de palimpsest die de enige bron is voor Cicero's De republica, een palimpsest met brieven van de Romeinse geschiedschrijver Marcus Cornelius Fronto, de Codex Atlanticus van Leonardo da Vinci en de Canon Muratori uit de tweede eeuw met de oudste opsomming van de boeken van de Bijbel.